# انا (شهر)
انا (شهر) (به ایتالیایی: Enna) یک کومونه در ایتالیا است که در استان انا واقع شده‌است.

## خصوصیات
انا ۳۵۷ کیلومترمربع مساحت و ۲۷٬۹۹۸ نفر جمعیت دارد و ۹۳۱ متر بالاتر از سطح دریا واقع شده‌است.

## خواهرخوانده
- Mancomunidad de la Costa del Sol Occidental, اسپانیا
- Kastoria, یونان
- Għarb, مالت
- کرایووا، رومانی
- شنفرپوشگوین‌گیش، بریتانیا